# 費多里夫卡 (米羅柳比夫卡長老區)
48°59′33″N 36°9′55″E / 48.99250°N 36.16528°E
費多里夫卡（烏克蘭語：Федорівка）是位於烏克蘭東部的村莊，由哈爾科夫州洛佐瓦區洛佐瓦市鎮的米罗柳比夫卡长老区負責管轄。該村距離赫里霍罗索韦2公里，始建於1930年，面積0.56平方公里，海拔高度86米，2001年人口138。